# Campeonato Mundial de Esqui Estilo Livre de 2017 - Halfpipe feminino
A prova do halfpipe feminino do Campeonato Mundial de Esqui Estilo Livre de 2017 foi disputada entre os dias 16 e 18 de março em Serra Nevada,na Espanha.  Participaram 25 esquiadoras de 12 nacionalidades.

## Medalhistas
| Ouro                | Prata                | Bronze            |
| Ayana Onozuka (JPN) | Marie Martinod (FRA) | Devin Logan (USA) |

## Resultados

### Qualificação
25 esquiadoras participaram do processo qualificatório. As 6 melhores avançaram para a final.
| Pos. | Bib | Esquiadora              | Nacionalidade  | 1ª descida | 2ª descida | Melhor | Notas |
| ---- | --- | ----------------------- | -------------- | ---------- | ---------- | ------ | ----- |
| 1    | 1   | Marie Martinod          | França         | 88.00      | 90.60      | 90.60  | Q     |
| 2    | 2   | Ayana Onozuka           | Japão          | 84.20      | 88.60      | 88.60  | Q     |
| 3    | 3   | Annalisa Drew           | Estados Unidos | 84.60      | 24.80      | 84.60  | Q     |
| 4    | 6   | Devin Logan             | Estados Unidos | 83.80      | 82.40      | 83.80  | Q     |
| 5    | 11  | Rowan Cheshire          | Grã-Bretanha   | 82.20      | 80.60      | 82.20  | Q     |
| 6    | 5   | Maddie Bowman           | Estados Unidos | 77.20      | 74.80      | 77.20  | Q     |
| 7    | 9   | Rosalind Groenewoud     | Países Baixos  | 76.40      | 4.60       | 76.40  |       |
| 8    | 10  | Janina Kuzma            | Nova Zelândia  | 76.00      | 71.00      | 76.00  |       |
| 9    | 7   | Brita Sigourney         | Estados Unidos | 74.80      | 60.00      | 74.80  |       |
| 10   | 14  | Yurie Watabe            | Japão          | 73.20      | 9.80       | 73.20  |       |
| 11   | 16  | Madison Rowlands        | Grã-Bretanha   | 63.60      | 69.40      | 69.40  |       |
| 12   | 20  | Valeria Demidova        | Rússia         | 67.20      | 19.80      | 67.20  |       |
| 13   | 25  | Elizavetta Chesnokova   | Rússia         | 65.00      | 65.00      | 65.00  |       |
| 14   | 15  | Keltie Hansen           | Canadá         | 61.00      | 48.20      | 61.00  |       |
| 15   | 21  | Molly Summerhayes       | Grã-Bretanha   | 60.40      | 43.40      | 60.40  |       |
| 16   | 18  | Polina Agntseva         | Rússia         | 56.00      | 48.40      | 56.00  |       |
| 17   | 17  | Brittany Hawes          | Nova Zelândia  | 50.00      | 43.00      | 50.00  |       |
| 18   | 23  | Chai Hong               | China          | 42.80      | 44.00      | 44.00  |       |
| 19   | 19  | Jang Yu-Jin             | Coreia do Sul  | 15.00      | 40.80      | 40.80  |       |
| 20   | 22  | Laila Friis-Salling     | Dinamarca      | 38.40      | 4.20       | 38.40  |       |
| 21   | 24  | Elizabeth Marian Swaney | Hungria        | 32.00      | 30.20      | 32.00  |       |
| 22   | 13  | Megan Warrener          | Canadá         | 22.80      | 8.80       | 22.80  |       |
| 23   | 12  | Anaïs Caradeux          | França         | 21.40      | 17.00      | 21.40  |       |
| 24   | 8   | Sabrina Cakmakli        | Alemanha       | 18.60      | 18.80      | 18.80  |       |
| 25   | 4   | Cassie Sharpe           | Canadá         | 5.40       | 12.80      | 12.80  |       |

### Final
As 6 esquiadoras disputaram no dia 18 de março a final da prova.
| Pos.              | Bib | Esquiadora     | Nacionalidade  | 1ª descida | 2ª descida | 3ª descida | Melhor |
| ----------------- | --- | -------------- | -------------- | ---------- | ---------- | ---------- | ------ |
| Medalha de ouro   | 2   | Ayana Onozuka  | Japão          | 80.00      | 89.80      | 88.20      | 89.80  |
| Medalha de prata  | 1   | Marie Martinod | França         | 87.00      | 85.00      | 69.20      | 87.00  |
| Medalha de bronze | 6   | Devin Logan    | Estados Unidos | 79.20      | 30.60      | 84.20      | 84.20  |
| 4                 | 3   | Annalisa Drew  | Estados Unidos | 81.80      | 17.60      | 63.00      | 81.80  |
| 5                 | 5   | Maddie Bowman  | Estados Unidos | 75.20      | 50.80      | 76.60      | 76.60  |
| 6                 | 11  | Rowan Cheshire | Grã-Bretanha   | 26.80      | 24.40      | 14.00      | 26.80  |

Legenda
| Recorde mundial       | Recorde mundial (World record)               |                       | Recorde africano                      | Recorde africano (African) |                                           | Q | Classificado por posição (Qualified) |
| Recorde do campeonato | Recorde do campeonato (Championship record)  | Recorde da América    | Recorde da América (Americas)         | q                          | Classificado por melhor tempo (Qualified) |   |                                      |
| Melhor marca do ano   | Melhor marca do ano (World leading)          | Recorde asiático      | Recorde asiático (Asian)              | DNS                        | Não largou (Did not start)                |   |                                      |
| Recorde nacional      | Recorde nacional (National record)           | Recorde europeu       | Recorde europeu (European)            | DNF                        | Não terminou (Did not finish)             |   |                                      |
| Recorde pessoal       | Recorde pessoal do atleta (Personal best)    | Recorde da Oceania    | Recorde da Oceania (Oceania)          | DSQ / DQ                   | Desclassificado (Disqualified)            |   |                                      |
| Recorde da temporada  | Recorde da temporada do atleta (Season best) | Recorde sul-americano | Recorde sul-americano (South America) | NM                         | Sem marca (No mark)                       |   |                                      |